# فاطمه رحمانی
فاطمه رحمانی سیاستمدار اصولگرا ایرانی است. وی توانست در یازدهمین انتخابات مجلس شورای اسلامی با کسب اکثریت آراء از حوزه انتخابیه مشهد و کلات به عنوان نفر پنجم نمایندگان انتخاب گردد.

## سوابق
- مشاور استاندار خراسان رضوی
- مدیر کل امور بانوان و خانواده خراسان رضوی
- معاون آموزشی دانشگاه امام حسین
- مشاور شهردار در امور بانوان
- مدیر بسیج خواهران خراسان
- دبیر کارگروه بانوان و جوانان استانداری خراسان رضوی
- رئیس هیئت تیراندازی بانوان خراسان[۳]